# Diamante
Diamante là một đô thị thuộc bang Paraíba, Brasil. Đô thị này có diện tích 269,109 km², dân số năm 2007 là 6598 người, mật độ 24,5 người/km².